# Karl Hautmann
Karl Hautmann (* 24. Januar 1891 in Schwandorf; † 1. Januar 1981 in Hamburg) war ein deutscher Landrat und Präsident des Landesverwaltungsgerichts in Koblenz.

## Leben
Nach dem Abitur studierte Karl Hautmann Rechtswissenschaften und musste Kriegsdienst im Bayerischen 2. Infanterie-Regiment leisten. Nach Kriegsende bestritt er den dreijährigen juristischen Vorbereitungsdienst und wurde im Anschluss daran Assessor bei der Regierung von Oberbayern. Als Regierungsrat wechselte er 1933 zum Bezirksamt Gunzenhausen. Bevor er am 1. September 1939 zum
Landrat des Landkreises Kirchheimbolanden ernannt wurde, war er bei der Regierung der Pfalz mit Sitz in Speyer beschäftigt und später Leiter der Bezirksamtsaußenstelle des Bezirksamts Kaiserslautern in Landshut.
1942 wurde er vorübergehend zum Landratsamt Saarburg abgeordnet. In Kirchheimbolanden blieb Hautmann bis zum Kriegsende Landrat.
1949 fand er Beschäftigung  beim Landesverwaltungsgericht in Koblenz, wo er bis 1952 blieb. 1954 wurde er Präsident des Verwaltungsgerichts  Neustadt an der Weinstraße. Zum 1. Februar 1956 ging Hautmann in den Ruhestand. Sein  Nachfolger wurde Fritz Boerckel.